# Suberites bursa
Suberites bursa är en svampdjursart som beskrevs av Schmidt 1862. Suberites bursa ingår i släktet Suberites och familjen Suberitidae. Inga underarter finns listade i Catalogue of Life.